# Asarum lemmonii
Asarum lemmonii är en piprankeväxtart som beskrevs av S. Wats.. Asarum lemmonii ingår i släktet hasselörter, och familjen piprankeväxter. Inga underarter finns listade i Catalogue of Life.